# 有馬道純

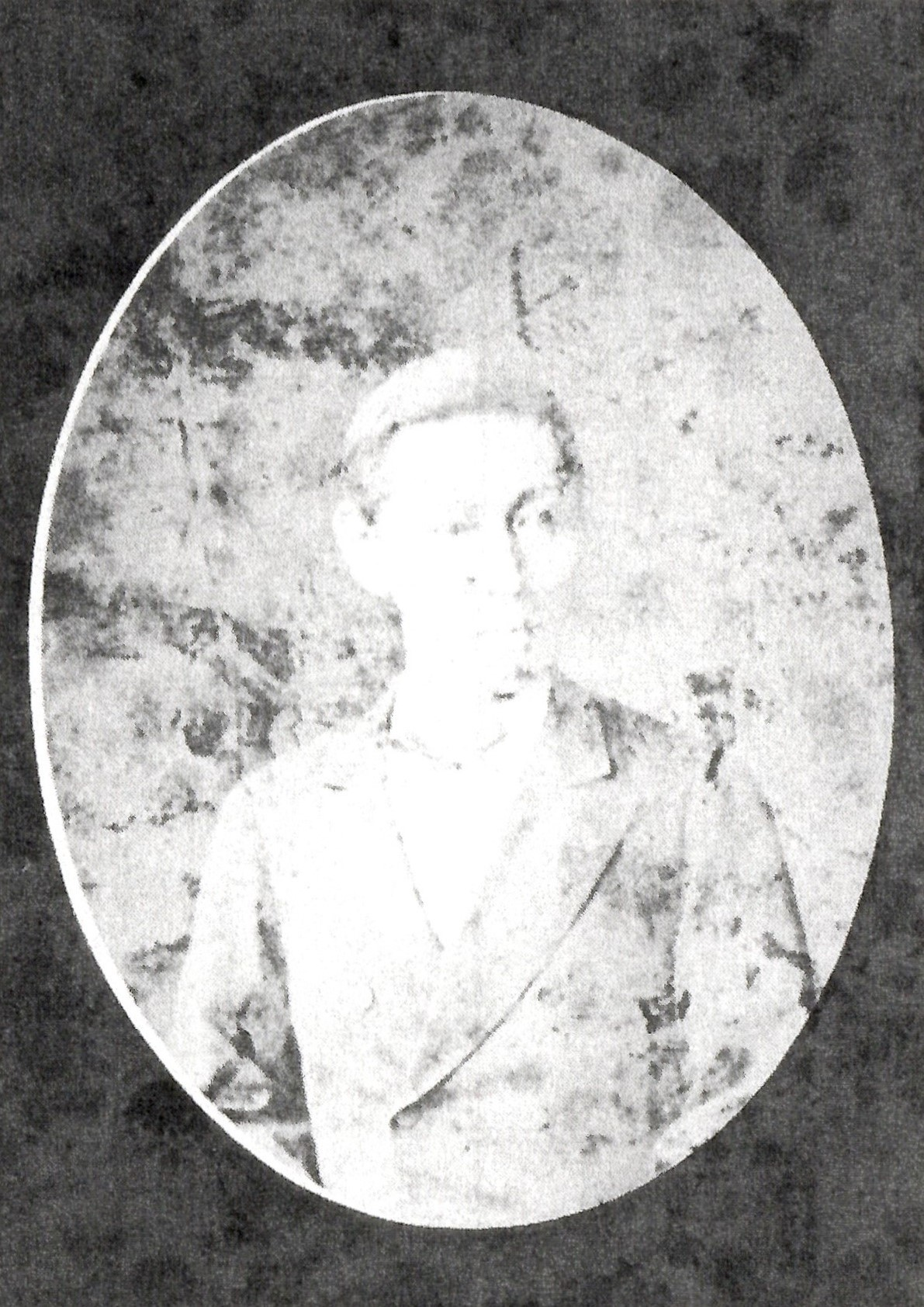
有馬道純

有馬 道純（ありま みちずみ、天保8年9月9日（1837年10月8日） - 明治36年（1903年）5月24日）は、日本の華族。子爵。江戸時代末期の大名、老中。越前丸岡藩の第8代（最後）の藩主。晴信系有馬家11代。官位は従四位下・侍従、左兵衛佐、遠江守。

## 生涯
播磨山崎藩主本多忠鄰の三男。曽祖父の本多忠可が丸岡藩第3代藩主有馬孝純の次男だったため、第7代藩主有馬温純の養子となる。正室は戸田忠温の娘。継室も忠温の娘。子は有馬純文（長男）、有馬純祥（次男）、娘（毛利元功継室）、娘（戸沢正定正室のち久世広業継室）、硯子（相馬順胤正室）。
寺社奉行、奏者番、若年寄、老中などを歴任し、幕閣として活躍した。1884年7月8日に子爵を叙爵した。

## 経歴
- 1837年（天保8年） 生誕
- 1855年（安政2年）8月16日、家督相続
- 1855年（安政2年）12月16日、従五位下に叙位、また左兵衛佐に任官。
- 1860年（万延元年）6月25日、幕府奏者番に就く。
- 1858年（安政5年）2月26日、地震により居城、住居向、櫓、多聞が大破。石垣が崩れる[2]。
- 1862年（文久2年）6月30日、 寺社奉行に就く。（ - 1863年1月22日）奏者番を兼帯。
- 1862年（文久2年）10月18日 、遠江守に遷任。
- 1863年（文久3年）1月22日、若年寄に就く。（ - 1863年7月5日）
- 1863年（文久3年）2月10日、外国御用取扱を担当。
- 1863年（文久3年）7月5日、老中に就く。外国御用取扱を担当。
- 1863年（文久3年）10月28日、従四位下に昇叙。
- 1864年（元治元年）4月12日、老中を免ず。
- 1868年（慶応4年） 朝廷に恭順
- 1869年（明治2年）6月19日、 版籍奉還により、丸岡<藩知事となる。
- 1871年（明治4年）7月1日、 廃藩置県により藩知事免官。
- 1903年（明治36年） 死去。享年66

※参考文献
- 大日本近世史料「柳営補任」東京大学出版会
- 幕末明治重職補任　附諸藩一覧　東京大学出版会
- <内閣文庫藏「年表諸侯」東京堂出版

墓所は谷中霊園。

## 家族
父母
- 本多忠鄰（実父）
- 有馬温純（養父）

妻
- 淑子 - 有馬温純の娘（婚約者）
- 戸田富子 - 戸田忠温の娘（正室）
- 戸田敬子 - 戸田忠温の娘（継室）

子女
- 有馬純文（長男）
- 有馬純祥（次男）
- 有馬鈺子 ー 子爵毛利元功夫人
- 有馬直子 ー 戸沢正定夫人のち子爵久世広業夫人
- 有馬硯子 ー 子爵相馬順胤夫人

## 栄典
- 1887年（明治20年）12月26日 - 正四位[3]